# Cerca de la ciudad
Cerca de la ciudad és una pel·lícula espanyola del 1952 escrita i dirigida per Luis Lucia Mingarro i protagonitzada per Adolfo Marsillach.

## Sinopsi
Al Pare José, fill d'un ventríloc el destinen per a ajudar en una petita parròquia d'un suburbi prop de Madrid, Ventas del Espíritu Santo (és a dir, "prop de la ciutat"). Però quan arriba s'assabenta que el rector ha mort, i ara ell s'ha de fer càrrec de l'administració i el funcionament de l'església, fins que el bisbe prengui una decisió. Els habitants del lloc viuen en condicions materials i morals deficients. Només Doña Casilda, propietària de la millor casa del barri, practica la religió a la seva manera. Ramón, el sagristà afeccionat als toros, el posa al corrent de les misèries del lloc. I el pare José, en lloc d'esfondrar-se, s'ho pren com un gran repte. Comença intentant guanyar-se els nens a la catequesi amb ajuda del nino Pepito, que feia servir el seu pare a les actuacions.

## Repartiment
- Adolfo Marsillach... Padre José
- José Isbert... Ramón
- Margarita Robles Menéndez... Doña Casilda
- Manuel Kayser 	... Don Felipe
- Manuel Bermúdez 'Boliche' ... 	El doctor
- Eugenio Domingo ... Luis
- Francisco Camoiras... 	Paco
- José Moratalla 	... Manolo

## Premis
La pel·lícula va aconseguir un premi econòmic de 300.000 ptes, als premis del Sindicat Nacional de l'Espectacle de 1952.